# Campo Azul
Campo Azul là một đô thị thuộc bang Minas Gerais, Brasil. Đô thị này có diện tích 506,463 km², dân số năm 2007 là 3828 người, mật độ 7,4 người/km².